# Klinimetrie
De klinimetrie houdt zich bezig met het meten van klinische verschijnselen. Het wordt gezien als een onderdeel van de epidemiologie. Alvan Feinstein is de grondlegger van deze wetenschappelijk discipline. Klinimetrie als methodologische discipline richt zich primair op het beoordelen van de kwaliteit van meetinstrumenten en van metingen.
Gemeten worden onder andere:
- de aard van symptomen, bijvoorbeeld van pijn,
- de aard van ziekten, bijvoorbeeld van een herseninfarct,
- de determinanten van ziekten, bijvoorbeeld de leefstijl van een patiënt,
- de waarde van een diagnostische toets en
- de effectiviteit van een therapie of behandeling.